# Халіл Умут Мелер
Халіл Умут Мелер (тур. Halil Umut Meler, нар. 1 серпня 1986) — турецький футбольний арбітр. Арбітр ФІФА з 2017 року.

## Біографія
Дебютував на рівні турецької Суперліги 18 вересня 2015 року матчем «Істанбул Башакшехір» — «Акхісар Беледієспор», який закінчився з рахунком 2:0.
29 червня 2017 року дебютував на міжнародному рівні, відсудивши матч кваліфікації Ліги Європи УЄФА між клубами «Воєводина» та «Ружомберок». Серби перемогли 2:1, а Мелер показав 4 жовті картки.
Був одним з арбітрів юнацького чемпіонату Європи до 17 років 2018 року в Англії, де відсудив три гри групового етапу та фінал турніру.
Судив матч за Суперкубок Туреччини 2019 року між «Галатасараєм» та «Акхісар Беледієспором» (1:0).
На початку 2021 року Мелер став одним з 12 арбітрів, відібраних для обслуговування матчів групового етапу молодіжного чемпіонату Європи 2021 року в Угорщині та Словенії, відсудивши там дві гри.
В листопаді 2021 року вперше обслуговував матч за участі української команди, як головний арбітр.

## Статистика матчів Суперліги
Станом на 13 березня 2020
| Сезон   | Матчів | Пенальті | Жовтих карток | Червоних карток |
| ------- | ------ | -------- | ------------- | --------------- |
| 2015-16 | 9      | 2        | 46            | 2               |
| 2016-17 | 22     | 11       | 119           | 5               |
| 2017-18 | 21     | 4        | 101           | 7               |
| 2018-19 | 20     | 12       | 92            | 5               |
| 2019-20 | 14     | 7        | 82            | 7               |